# Colin Madigan

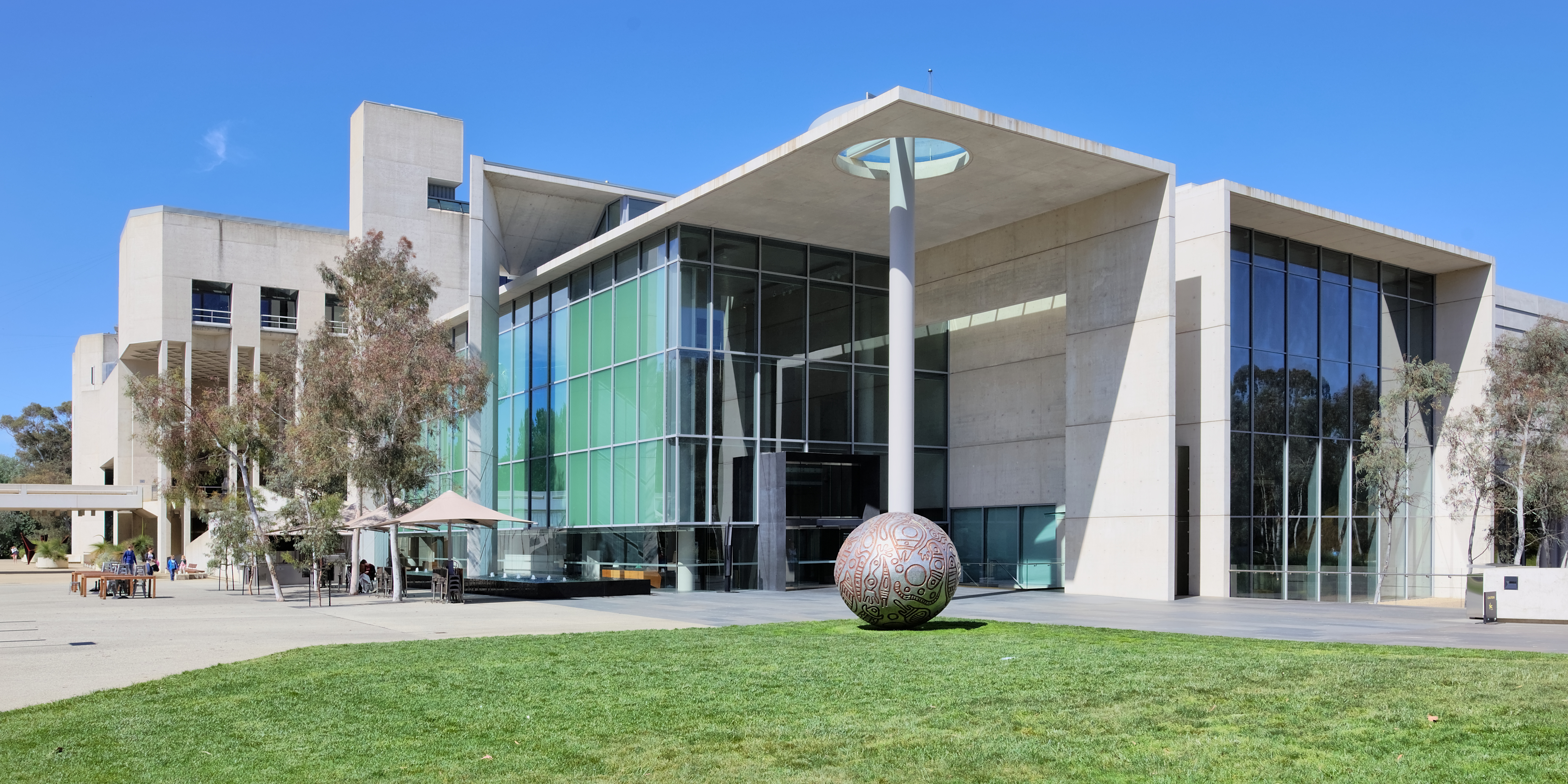
Budynek National Gallery of Australia

Colin Madigan (ur. 22 lipca 1921 w Glen Innes, zm. 17 września 2011 w Bangalow) – australijski architekt.
Urodził się w Glen Innes w Nowej Południowej Walii. W latach 1939–1941 studiował w Sydney Technical College. W 1941 zaciągnął się do Royal Australian Navy. Służył na korwecie HMAS „Armidale”, jako jeden z tylko 13 marynarzy przeżył jej zatopienie przez japońskie samoloty 1 grudnia 1942.
Po wojnie był współzałożycielem pracowni architektonicznej Edwards Madigan Torzillo and Partners która specjalizował się przede wszystkim w projektowaniu budynków użyteczności publicznej. Zaprojektował między innymi budynek National Gallery of Australia. W 1984 został odznaczony Order of Australia w klasie Officer.